# Kylie Presents Golden
A Kylie Presents Golden az ausztrál énekesnő, Kylie Minogue promóciós turnéja, mely a tizennegyedik stúdióalbumát, a Golden-t hivatott népszerűsíteni. A turné négy műsort tartalmazott Európában és egyet az Egyesült Államokban.

## Háttér és gyártás
Minogue korábbi turnéival ellentétben, kivéve az Anti Tour-t, Minogue egy rövid turné keretében adott koncerteket kis helyszíneken, korlátozott létszámú közönség előtt intim környezetben. A turnéról Minogue a következőket mondta:
Nagyon izgatott vagyok, hogy az új albumomról, a Golden-ről adhassak elő dalokat ezekben az ikonikus európai klubokban. Ezen helyszínek mindegyike nagyon különleges, és amennyire feltöltött energiával az album készítése Nashville-ben, annyira újak, intimek és vidámak lesznek ezek a koncertek. Alig várom, hogy életre keltsem ezeket az új dalokat, és természetesen hogy pár meglepetést is bedobjunk a rajongóknak.
2018 júniusában Minogue tizenhárom új európai koncertet jelentett be a korábban meghirdetettek mellé, melyek a promóciós turné részeként lettek betervezve. Ezek a koncertek novemberre lettek tervezve, melyek keretében ő és együttese „megosszák az új albumot” a közönséggel, valamint „számos meglepetést” tartogatnak a rajongóknak. Ehelyett azonban Minogue később bejelentette, hogy ezek a dátumok a Golden Tour részét fogják képezni.

## Számlista
A következő dallista az első koncerten előadott dalokat tartalmazza, mely 2018. március 13-án lett megtartva Londonban. Ez azonban nem érvényes minden koncertre.
1. "Golden"
2. "One Last Kiss"
3. "Raining Glitter"
4. "Breathe"
5. "Put Yourself in My Place"
6. "Shelby '68"
7. "Radio On"
8. "Islands in the Stream" (részleteket tartalmaz az „SOS”-ból)
9. "The One"
10. "A Lifetime to Repair"
11. "Music’s Too Sad Without You" (duett Jack Savorettivel)
12. "Hand on Your Heart"
13. "All the Lovers"
14. "Stop Me from Falling"
15. "Sincerely Yours"
16. "Dancing"

Megjegyzések
- A „Music’s Too Sad Without You” nem lett előadva Manchester-ben és New York-ban.[5][6][7]
- A New York-i koncerten a „Love at First Sight”, a „Slow” és a „Your Disco Needs You” lett előadva.[6][7]
- Az akkor még kiadatlan dal, a „New York City” kétszer lett előadva a 2018. június 25-én megrendezett koncerten.[7]

## A turné állomásai
| Dátum             | Város      | Ország           | Helyszín         |
| Európa            | Európa     | Európa           | Európa           |
| ----------------- | ---------- | ---------------- | ---------------- |
| 2018. március 13. | London     | Anglia           | Café de Paris    |
| 2018. március 14. | Manchester | Anglia           | Gorilla          |
| 2018. március 16. | Barcelona  | Spanyolország    | Sala Bikini      |
| 2018. március 18. | Párizs     | Franciaország    | Café de la Danse |
| 2018. március 20. | Berlin     | Németország      | Berghain         |
| Észak-Amerika     |            |                  |                  |
| 2018. június 25.  | New York   | Egyesült Államok | Bowery Ballroom  |